# (2472) Bradman
(2472) Bradman (1973 DG) – planetoida z grupy pasa głównego asteroid okrążająca Słońce w ciągu 3,41 lat w średniej odległości 2,27 au. Odkryta 27 lutego 1973 roku.